# كورنيليوس لوس
كورنيليوس لوس هو كاتب وقسيس هولندي، ولد في 1546 في خاودا في هولندا، وتوفي في 1595 في إقليم بروكسل العاصمة في بلجيكا.